# Valderice
Valderice is een gemeente in de Italiaanse provincie Trapani (regio Sicilië) en telt 11.544 inwoners (31-12-2004). De oppervlakte bedraagt 52,9 km², de bevolkingsdichtheid is 218 inwoners per km².

## Demografie
Valderice telt ongeveer 4412 huishoudens. Het aantal inwoners steeg in de periode 1991-2001 met 7,2% volgens cijfers uit de tienjaarlijkse volkstellingen van ISTAT.
| Jaar | Inwoneraantal |
| ---- | ------------- |
| 1991 | 10.613        |
| 2001 | 11.374        |

## Geografie
De gemeente ligt op ongeveer 240 m boven zeeniveau.
Valderice grenst aan de volgende gemeenten: Buseto Palizzolo, Custonaci, Erice.
Frazioni
- Bonagia
- Lido Valderice
- Lenzi
- Tangi
- Chiesanuova
- Casalbianco
- Crocci
- Crocevie
- S. Andrea Alta e Bassa
- Ragosia

Alcamo · Buseto Palizzolo · Calatafimi-Segesta · Campobello di Mazara · Castellammare del Golfo · Castelvetrano · Custonaci · Erice · Favignana · Gibellina · Marsala · Mazara del Vallo · Paceco · Pantelleria · Partanna · Petrosino · Poggioreale · Salaparuta · Salemi · San Vito Lo Capo · Santa Ninfa · Trapani · Valderice · Vita
1. ↑  https://demo.istat.it/?l=it.